# Suicidal Tendencies

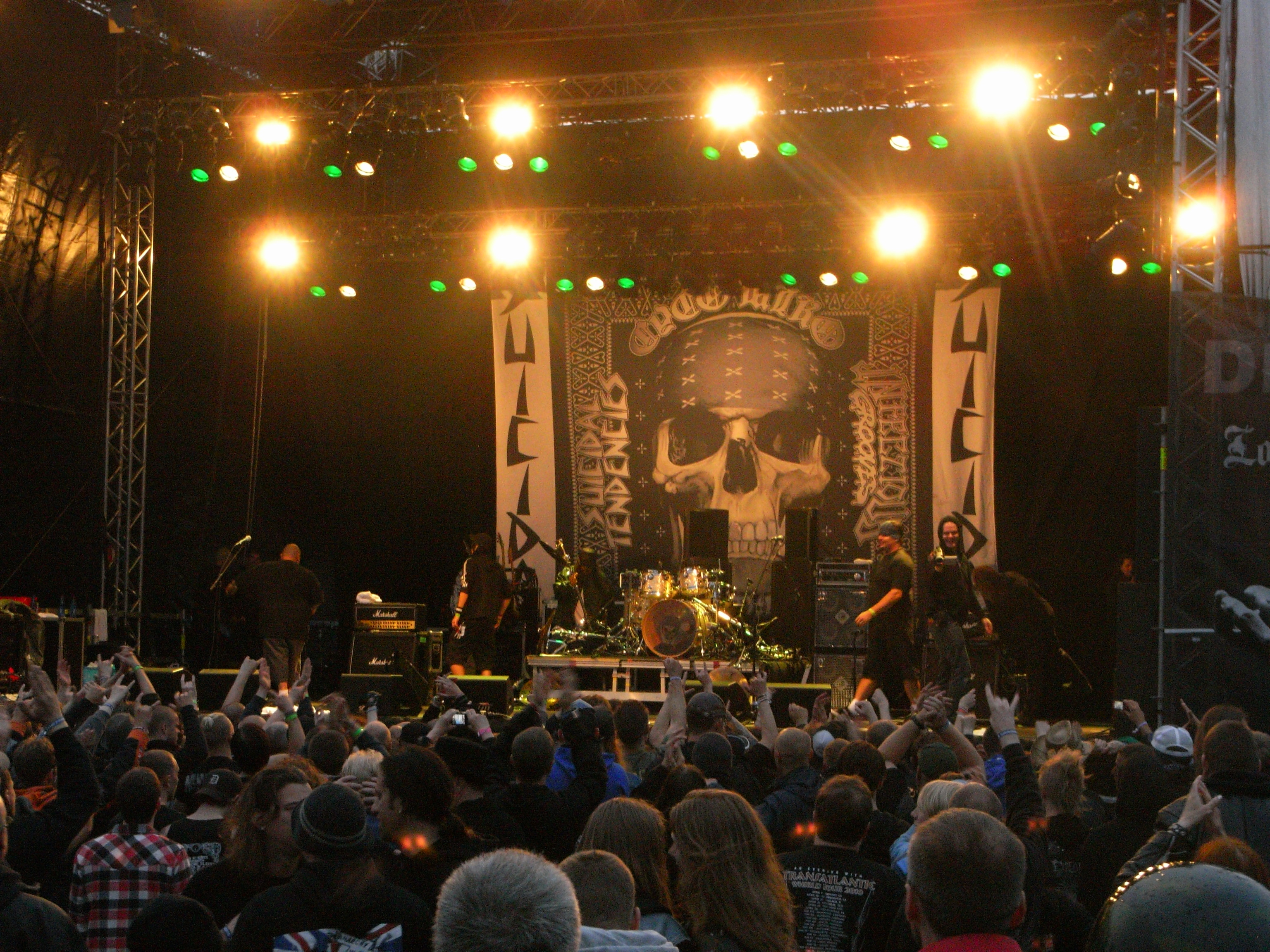
Suicidal Tendencies 2010

Suicidal Tendencies is een Amerikaanse thrashmetal- en hardcorepunkband, die in 1981 is opgericht in Venice, Californië. De band haalde veel invloeden uit de punk- en funkmuziek. In 1995 valt de band min of meer uit elkaar, om een paar jaar later weer opnieuw geformeerd te worden. Naast Suicidal Tendencies zijn er diverse projecten, waarvan het bekendste Infectious Grooves is, waaraan diverse bandleden hun bijdrage leveren.

## Huidige bandleden
- Mike Muir – zang (1980–heden)
- Dean Pleasants – leadgitaar (1996–heden)
- Ben Weinman – slaggitaar (2018–heden)
- Tye Trujillo – basgitaar (2021–heden)
- Jay Weinberg – drums (2024–heden)

## Discografie
- 1982 Welcome to Venice (compilatie)
- 1983 Suicidal Tendencies
- 1987 Join The Army
- 1988 How Will I Laugh Tomorrow, When I Can't Even Smile Today
- 1989 Controlled By Hatred/Feel Like Shit...Déjà Vu
- 1990 Lights...Camera...Revolution
- 1992 F.N.G. (compilatie)
- 1992 The Art Of Rebellion
- 1993 Still Cyco After All These Years
- 1994 Suicidal For Life
- 1997 Prime Cuts (compilatie)
- 1997 Friends & Family, Vol. 1
- 1998 Six The Hard Way EP
- 1999 Freedumb
- 2000 Free Your Soul And Save My Mind
- 2001 Friends & Family, Vol. 2
- 2008 Year o'the Cyco
- 2010 No Mercy Fool!/The Suicidal Family
- 2013 13